# Hokej na lodzie na Zimowych Igrzyskach Olimpijskich Młodzieży 2020
Hokej na lodzie na Zimowych Igrzyskach Olimpijskich Młodzieży 2020 odbył się w dniach od 10 do 22 stycznia 2020 roku. W przeciwieństwie do zimowych igrzysk olimpijskich, w których rozdawane są jedynie dwa komplety medali (turnieje mężczyzn i kobiet), program młodzieżowych igrzysk obejmuje cztery konkurencje: turniej chłopców i dziewcząt oraz turniej hokeja 3x3 (dziewcząt i chłopców).
Rozgrywki odbyły się na lodowisku: Vaudoise Aréna.

## Zestawienie medalistów
| Konkurencja           | Złoto           | Srebro            | Brąz              |
| Turniej 3x3 dziewcząt | Drużyna Żółta   | Drużyna Czarna    | Drużyna Niebieska |
| Turniej 3x3 chłopców  | Drużyna Zielona | Drużyna Czerwona  | Drużyna Brązowa   |
| Turniej dziewcząt     | Japonia         | Szwecja           | Słowacja          |
| Turniej chłopców      | Rosja           | Stany Zjednoczone | Kanada            |